# Odense Teater
Odense Teater er en teaterbygning på Jernbanegade i Odense. Det er en af landets tre landsdelsscener.
Da Odense Teater er en landsdelsscene, er teatret forpligtet til at opføre et alsidigt repertoire bestående af både danske og udenlandske klassikere samt moderne danske og udenlandske dramaer, forestillinger for børn og unge, musikforestillinger og dans. Teatret råder over i alt fem scener.
I Jernbanegade findes:
- Store Scene med plads til omkring 500 gæster
- Værkstedet med plads til omkring 80 gæster
- Undergrunden med plads til omkring 50 gæster
- Foyerscenen med  plads til omkring 50 gæster

I kulturhuset Odeon findes desuden Teatersalen med plads til omkring 250 gæster

## Historie
Odense Teater har ligget på Sortebrødre Torv, hvor H.C. Andersen debuterede som statist. Siden 1914 har teateret ligget i Jernbanegade lige syd for Kongens Have.
Odense Teater er Danmarks næstældste teater. Med rødder tilbage til 1796 har Odense Teater i over 200 år drevet professionel teatervirksomhed. I 1914 flyttede teatret til de nuværende lokaler i Jernbanegade i en nybarok bygning tegnet af Niels Jacobsen. Efterfølgende er teatret flere gange udvidet med sidebygninger.

## Direktører
Denne liste er ufuldstændig; hjælp gerne med at udfylde den.
- 1798-1801: Adam Frederik greve Trampe
- 1851-1861: M.W. Brun
- Jens Peter Müller
- Frederik Müller
- 1917-1921: Svend Aggerholm
- 1935-1936: Svend Aggerholm (igen)
- 1936-1960: Helge Rungwald
- 1960-1961: Helge Dahl (konstitueret)
- 1961-1976: Kai Wilton
- 1977-1985: Waage Sandø
- 1985-2000: Poul Holm Joensen
- 2000-2010: Kasper Wilton
- 2010-2013: Michael Mansdotter
- Februar 2013: Mette Sigaard (konstitueret)
- 2013 - 2021: Jens August Wille [2]
- 2021 - : Jacob Skaarup Schjødt

## Kendte skuespillere uddannet ved Odense Teater
- 1935: Vera Gebuhr
- 1941: Astrid Villaume
- 1955: John Hahn-Petersen
- 1958: Hugo Herrestrup
- 1962: Klaus Pagh
- 1963: Paul Hüttel
- 1967: Lars Knutzon
- 1970: Torben Jensen
- 1971: Sonja Oppenhagen
- 1971: Kirsten Olesen
- 1974: Jannie Faurschou
- 1975: Birgitte Bruun, Stina Ekblad
- 1978: Søren Sætter-Lassen
- 1980: Pia Jondal
- 1982: Runi Lewerissa
- 1983: Dan Schlosser
- 1983: Lars Thiesgaard
- 1984: Ida Dwinger
- 1989: Morten Hauch-Fausbøll
- 1989: Jesper Lohmann
- 1990: Henrik Prip
- 1990: Hella Joof
- 1991: Lotte Arnsbjerg
- 1992: Klaus Bondam
- 1994: Morten Lützhøft
- 1994: Nicolaj Kopernikus
- 1995: Peter Oliver Hansen
- 1996: Ditte Hansen
- 1997: Linda Elvira
- 1997: Anette Støvelbæk
- 1998: Charlotte Munck
- 1998: Niels-Martin Eriksen
- 1998: Thure Lindhardt
- 1998: Lars Ranthe
- 1999: Claus Riis Østergaard
- 1999: Sonja Richter
- 1999: Maria Rich
- 1999: Peder Dahlgaard
- 2004: Mads Knarreborg
- 2005: Laus Høybye
- 2006: Kim Henriksen
- 2006: Cecilie Stenspil
- 2007: Peter Plaugborg
- 2007: Sophus Windeløv Kirkeby
- 2013: Marie Søderberg